# Грондский, Самуил
Грондский Самуил (Grondski, Grądzki; 20-е гг. 17 ст. — ок. 1672) — польский хронист. Происходил из польского шляхетского рода Грондских герба "Равич", который осел на современных западно-украинских землях. Получил хорошее образование, знал польский, латынь, шведский и венгерский языки. Служил как военный, позже как дипломат Речи Посполитой. Вместе с С. Любовидзким принимал участие в переговорах с Б.Хмельницким под Львовом в конце октября 1655. Во время шведско-польской войны ("Потопа") 1655-57 перешёл на сторону шведского короля Карла Х Густава, по поручению которого весной 1656 ездил в г. Чигирин для заключения шведско-польского союза. Позже перешёл на службу к трансильванскому князю Дьердя Ракоци II. В декабре 1656 принимал участие в переговорах в венгерском замке Раднот, которые завершились заключением шведско-трансильванского договора 1656 (см. также Украинско-трансильвании договор 1656), направленного прежде всего против Речи Посполитой, а в 1657 – в походе князя Трансильвании на Польшу. После поражения Ракоци Дьердя II вернулся в Трансильванию и служил секретарем этого князя и его наследника Михая I, который царствовал на протяжении 1661-90 гг..

## "История казацко-польской войны"
Грондский – автор латиноязычной хроники "История казацко-польской войны", завершенной около 1672. В ней отражены исторические события 1648-72, которые происходили в Речи Посполитой и России, причём главное внимание уделялось истории современных украинских территорий в период 1648-1676 гг. Главным источником для написания памятника была хроника "Война скифо-казацкая" Й. Пастория, использовались также компиляции М. Голинского, различные документы, показания очевидцев, в частности И. Выговского, личные воспоминания и тому подобное. В своем произведении Грондский делает интересные исторические экскурсы – упоминаются, в частности, казацкая реформа короля Стефана Батория (1578), восстание под руководством С. Наливайко, И. Сулимы и др. При освещении национально-освободительной войны 1648-58 г. часто отходит от оценок, характерных для большинства польско-шляхетских историографов, иногда откровенно симпатизирует запорожским повстанцам. Хроника Грондского содержит в себе немало ценных оригинальных известий, которые использовались историками XVII-XX веков.